# William Christie (astronoom)
William Henry Mahoney Christie (1 oktober 1845 - 22 januari 1922) was een Britse astronoom.
Hij studeerde aan King's College London en studeerde als vierde af aan Trinity College (Cambridge) in 1868 en kreeg daar een aanstelling in 1869.
Van 1870 tot 1881 was hij hoofdassistent aan het Koninklijk Observatorium van Greenwich. Als opvolger van George Airy werd hij in 1881 benoemd als Astronomer Royal. Hij hield die post tot 1910. Hij ging als eerste Astronomer Royal  met 65 met pensioen. Alle voorgaande Astronomer Royals stierven in functie, behalve Airy en John Pond; Pond moest noodgedwongen met pensioen in 1835 terwijl Airy op 81-jarige leeftijd zijn werk neerlegde.
Christie stierf op zee en kreeg een zeemansgraf bij Gibraltar in 1922.
- Gemeinsame Normdatei: 116509724
- International Standard Name Identifier: 0000 0000 2009 3647
- Nederlandse Thesaurus van Auteursnamen: 129336793
- SNAC: w69t4f6g
- Système universitaire de documentation: 085102032
- Virtual International Authority File: 765836
- WorldCat: E39PBJvCM8Khfm369XVWWFgR8C